# أولاد عامر (هوارة)
أولاد عامر هو دُوَّار يقع بجماعة أهل أنكاد، عمالة وجدة أنكاد، جهة الشرق في المملكة المغربية. ينتمي الدوّار لمشيخة هوارة التي تضم 8 دواوير. يقدر عدد سكانه بـ 390 نسمة حسب الإحصاء الرسمي للسكان والسكنى لسنة 2004.

## روابط خارجية
- البوابة الوطنية للجماعات الترابية
- المندوبية السامية للتخطيط